# Ken Miles
Kenneth Henry Jarvis Miles (ur. 1 listopada 1918 roku w Sutton Coldfield, zm. 17 sierpnia 1966 roku w Riverside) – brytyjski kierowca wyścigowy.

## Kariera
Miles rozpoczął międzynarodową karierę w wyścigach samochodowych w 1955 roku od startu w 24-godzinnym wyścigu Le Mans, w którym uplasował się na dwunastej pozycji. W późniejszych latach Brytyjczyk pojawiał się także w stawce 12 Hours of Sebring, USAC Road Racing Championship, NASCAR Grand National oraz 24-godzinnym wyścigu Daytona.
W 1961 roku został zgłoszony do Grand Prix Stanów Zjednoczonych 1961 Formuły 1. Ostatecznie został jednak wycofany przez zespół Louise Bryden-Brown.
Jego śmierć miała miejsce dwa miesiące po wyścigu Le Mans w 1966 roku podczas testów nowego Forda J na torze Riverside International w Kalifornii. Przy prędkości 300 km/h auto wypadło z toru, Ken zginął na miejscu, a przyczyn wypadku nie udało się ustalić.

### Wyniki w 24h Le Mans
| Rok  | Klasa | Nr | Opony | Samochód                              | Zespół               | Partnerzy     | Okr. | Poz. | Klasa Poz. |
| ---- | ----- | -- | ----- | ------------------------------------- | -------------------- | ------------- | ---- | ---- | ---------- |
| 1955 | S1.5  | 41 |       | MG EX182 MG L4 1489cc                 | MG Cars Ltd.         | John Lockett  | 249  | 12   | 5          |
| 1965 | P+5.0 | 1  | G     | Ford Mk II Ford 427 V8/90° OHV 6981cc | Shelby American Inc. | Bruce McLaren | 45   | NU   | NU         |
| 1966 | P+6.0 | 1  | G     | Ford Mk II Ford 427 V8/90° OHV 6982cc | Shelby American Inc. | Denny Hulme   | 360  | 2    | 2          |

### Wyniki w 24 Hours Daytona
| Rok  | Klasa | Nr | Opony | Samochód                                 | Zespół               | Partnerzy  | Okr. | Poz. | Klasa Poz. |
| ---- | ----- | -- | ----- | ---------------------------------------- | -------------------- | ---------- | ---- | ---- | ---------- |
| 1966 | P+2.0 | 98 | G     | Ford GT Mk II Ford 427 V8/90° OHV 7000cc | Shelby American Inc. | Lloyd Ruby | 678  | 1    | 1          |

## Film
Ken Miles jest bohaterem filmu Le Mans ’66 (ang. Ford v Ferrari) z 2019 roku. W rolę Milesa wcielił się Christian Bale.